# اولاد هلال
اولاد هلال (به عربی: أولاد هلال) یک شهرداری در الجزایر است که در استان مدیه واقع شده‌است. اولاد هلال ۳٬۰۶۲ نفر جمعیت دارد.